# 哈勒聰特山

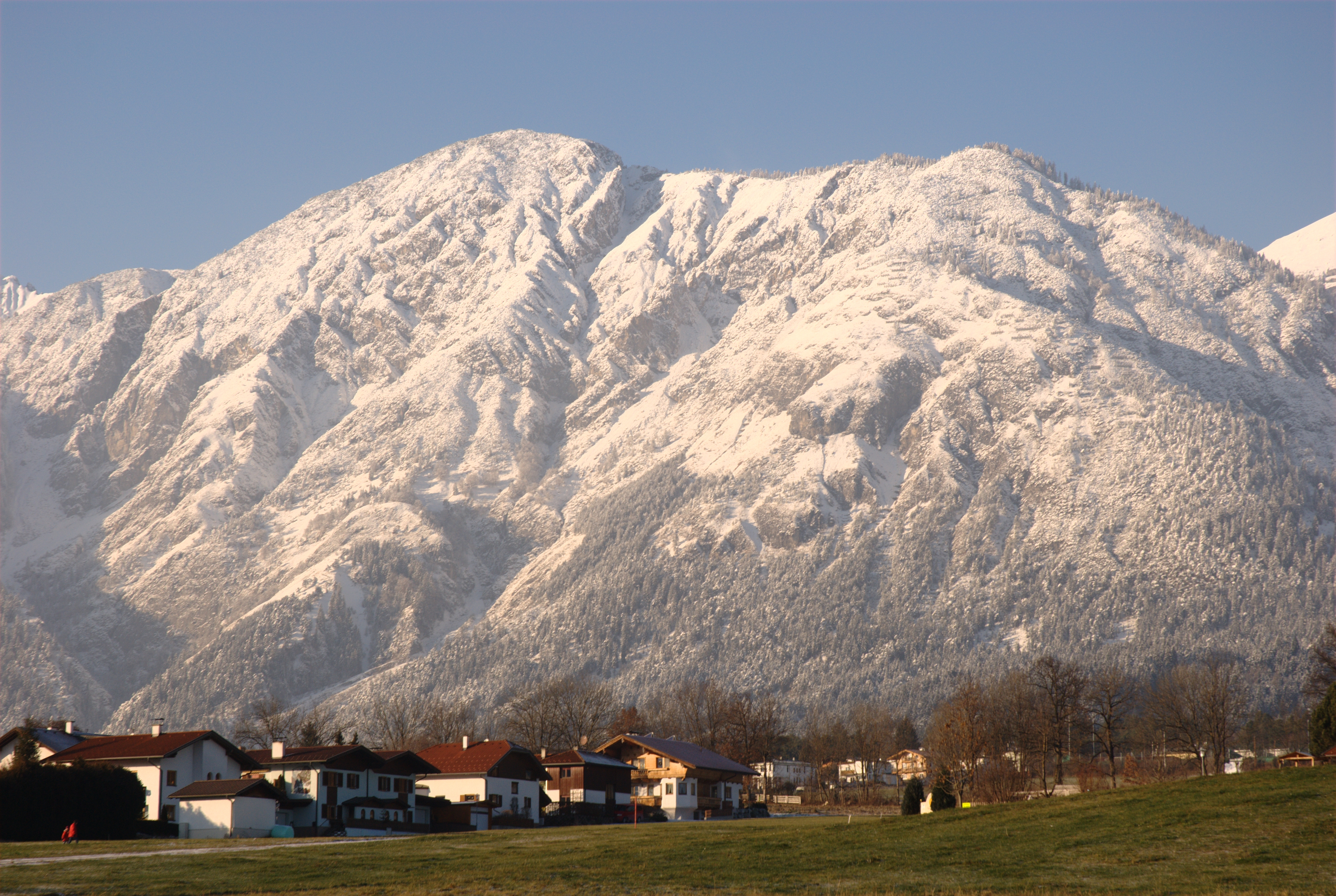

47°19′09″N 11°29′04″E / 47.319133°N 11.484564°E
哈勒聰特山（德語：Haller Zunterkopf），是奧地利的山峰，位於該國西部，由蒂羅爾州負責管轄，屬於諾德凱特山脈的一部分，海拔高度1,966米，每年平均降雨量1,806毫米。